# Ensign N173
O N173 é o modelo da Ensign da temporada de 1973 da Fórmula 1. 
Foi guiado por Rikky von Opel.

## Resultados[1]
(legenda) 
|      |      |                      |    |                |     |     |     |     |     |     |     |      |      |       |     |       |       |      |       |   |          |  |  |
|      |      |                      |    |                | ARG | BRA | RSA | ESP | BEL | MON | SWE | FRA  | GBR  | NED   | GER | AUT   | ITA   | CAN  | USA   |   |          |  |  |
| 1973 | N173 | Ford Cosworth DFV V8 | 28 | Rikky von Opel |     |     |     |     |     |     |     | 15 F | 13 F | DNS F |     | Ret F | Ret F | NC F | Ret F | 0 | NC (13°) |  |  |